# Stefan Zdanowski

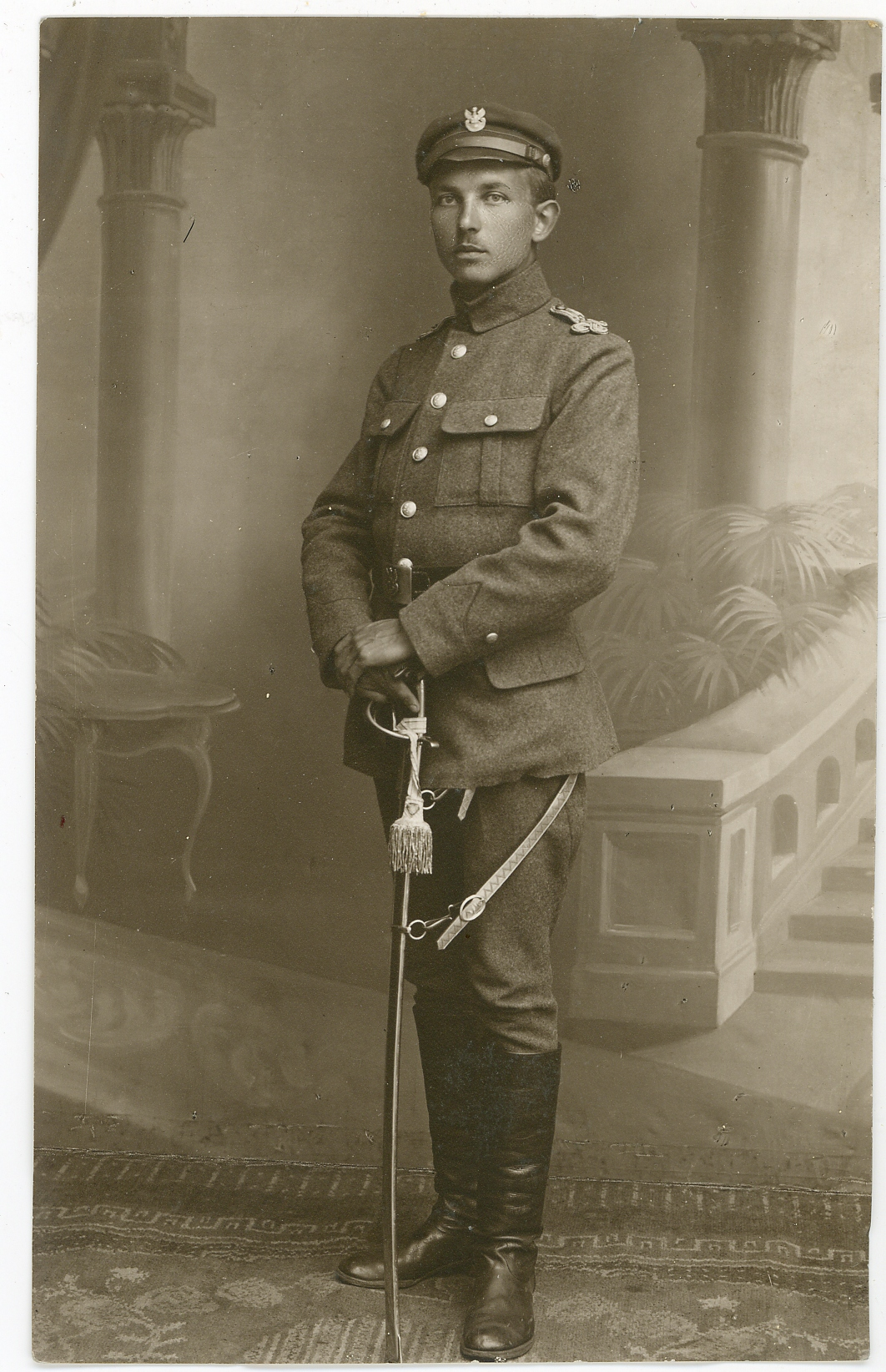
Stefan Zdanowski ppor. WP II RP

Stefan Zdanowski, ps. „Szczęsny” (ur. 11 sierpnia 1897 w Siedlcach, zm. 29 lipca 1920) – polski działacz niepodległościowy i społeczny, nauczyciel, podporucznik piechoty Wojska Polskiego.

## Życiorys
Urodził się 11 sierpnia 1897 w Siedlcach, w rodzinie Michała Urbana i Józefy z Kudelskich. W Siedlcach spędził dzieciństwo i zaczął uczęszczać do szkoły powszechnej. Wkrótce jednak z powodu wyjazdu rodziców w kieleckie opuścił szkołę i dopiero po paru latach prywatnej nauki zdał egzaminy do seminarium nauczycielskiego w Siennicy na kurs II stopnia, które ukończył na wiosnę 1915 r.
Jeszcze w czasie nauki w Siennicy przystąpił do pracy konspiracyjnej w organizacjach wolnościowych rozwijających się prężnie w środowiskach ówczesnej postępowej, patriotycznej młodzieży. Do Siennicy przybywali z za kordonu emisariusze od organizacji strzeleckich zakładając wśród tamtejszej młodzieży koła patriotyczne o ideologii legionowej.
Ustąpienie Rosjan z Podlasia zastało młodzież już zorganizowaną. Rozpoczął się werbunek do Legionów. Wkrótce jednak przyszedł rozkaz zaprzestania dalszego werbunku, natomiast powołana została do działalności w kraju Polska Organizacja Wojskowa. Stefan Zdanowski od początku został jej członkiem, najpierw szeregowcem, następnie ukończył konspiracyjną szkołę podoficerską i wreszcie oficerską.
1 września 1915 objął posadę nauczyciela we wsi Iwowe koło Stoczka Łukowskiego. Pozostał tam jednak tylko przez jeden rok szkolny. W następnym, 1916 r., został nauczycielem w jednej ze szkół ludowych w Łukowie. Do Łukowa przyjechał już jako podoficer POW i został mianowany przybocznym miejscowego komendanta. Brał czynny udział w tworzeniu i wyszkoleniu kompanii POW w Łukowie i Stoczku Łukowskim.
Jesienią 1916 r., po ogłoszeniu aktu 5 listopada, POW po części rozkonspirowało się. Podczas obchodów w Stoczku Łukowskim rocznicy wybuchu powstania listopadowego plutony z całego powiatu odbywały na rynku ćwiczenia. W Łukowie POW oficjalnie wzięło udział w uroczystościach. Działania te spowodowały zaostrzenie represji władz okupacyjnych – po kryzysie przysięgowym w lipcu 1917 r. rozpoczęły się rewizją w komendzie POW, następnie nastąpiło aresztowanie komendanta i w końcu całej miejscowej komendy POW.
Zdanowski został wywieziony początkowo do obozu internowania w Szczypiornie, następnie do Havelberga i Holzminden. Z Holzminden wrócił do Łukowa w grudniu 1917 r. i objął z powrotem posadę nauczyciela. Społeczność nauczycielska byłych szkół ludowych powiatu łukowskiego, zrzeszona w konspiracyjnym „Nauczycielskim Kole Niepodległościowym” oraz w legalnym „Oddziale Zrzeszenia Nauczycielstwa Szkół Początkowych”, powitała go z entuzjazmem i wybrała jednogłośnie na prezesa tej ostatniej organizacji. Władze okupacyjne na tak jawną prowokację zagroziły zamknięciem „Oddziału Zrzeszenia NSP”. Dla pozoru zostały więc dokonane nowe wybory, ale faktycznie funkcje prezesa pełnił Stefan Zdanowski. Mimo tego, że pozostawał pod nadzorem władz okupacyjnych, objął komendę łukowskiego obwodu POW i pozostał na tym stanowisku aż do akcji rozbrojenia Niemców 11 listopada 1918 r., którą dowodził wraz z bratem Stanisławem Zdanowskim i Eugeniuszem Kwiatkowskim.
Po rozwiązaniu POW zrezygnował z pracy nauczyciela i poświęcił się wyłącznie służbie wojskowej. Skończył uzupełniający kurs dla oficerów. W 1920 r. w randze podporucznika 40 pułku Strzelców Lwowskich wyruszył na front bolszewicki, z początku północno-wschodni, a następnie południowo-wschodni. Zginął 29 lipca 1920 w ataku na Józefówek koło Tarnopola.
Obecnie jedna z ulic w Łukowie nazwana jest jego imieniem.

## Ordery i odznaczenia
- Krzyż Niepodległości – pośmiertnie 12 marca 1931 „za pracę w dziele odzyskania niepodległości”[3][1][4]
- Krzyż Walecznych – pośmiertnie 1922[5]